# Рудня-Озерянська
Ру́дня-Озеря́нська — село в Україні, в Коростенському районі Житомирської області. Входить до складу Олевської міської громади. Населення становить 223 осіб.

## Географія
У селі у річку Пержанку впадає річка Лубенець. На північному сході від села бере початок річка Рокитна, а на сході від села річка Плотниця.

## Історія
У 1906 році село Словечанської волості Овруцького повіту Волинської губернії. Відстань від повітового міста 60 верст, від волості 30. Дворів 40, мешканців 271.

## Населення
Згідно з переписом УРСР 1989 року чисельність наявного населення села становила 273 особи, з яких 126 чоловіків та 147 жінок.
За переписом населення України 2001 року в селі мешкала 221 особа.

### Мова
Розподіл населення за рідною мовою за даними перепису 2001 року:
| Мова       | Відсоток |
| ---------- | -------- |
| українська | 99,55 %  |
| білоруська | 0,45 %   |